# Theranos
Theranos était une entreprise américaine dans le domaine des technologies de la santé, dont les dirigeants ont été inculpés en 2018 de « fraude massive ». Implantée dans la Silicon Valley, Theranos est fondée en 2003 par Elizabeth Holmes alors âgée de seulement 19 ans. « Theranos » est un mot-valise formé à partir des mots anglais therapy (thérapie) et diagnosis (diagnostic). Il s'est avéré que Elizabeth Holmes était un imposteur et que la technologie révolutionnaire d'analyse de sang que l'entreprise mettait en avant, sans l'expliquer (en arguant du secret industriel) n'existait pas ; en 2022, elle a été condamnée à plus de 11 ans de prison pour escroquerie envers les investisseurs et à rembourser 452 millions de dollars américains.

## Historique
L'entreprise était censée avoir développé une technologie permettant de réaliser des tests sanguins peu coûteux et capable de traiter de nombreux paramètres (du cholestérol à la cocaïne). La fondatrice prétend alors réaliser des tests sanguins, à partir de seulement quelques gouttes de sang, en outre recueillies sans aiguille, via sa propre méthode de prélèvement. Selon l'entreprise, des maladies comme les cancers, le diabète, le VIH pouvaient aussi être facilement détectées, à partir de quelques gouttes de sang.
Au sommet de sa popularité commerciale, en 2015, Theranos fait environ 900 000 analyses par an, et bénéficie de millions de dollars d'investisseurs, de milliardaires et de personnalités réputées comme Rupert Murdoch, ou Henry Kissinger et James Mattis, respectivement anciens secrétaires d'État et de la Défense des États-Unis ainsi que la chaîne de pharmacies Walgreens. Le Conseil d'administration comprend des personnalités telles qu'H. Kissinger. L'entreprise n'est pas surveillée par la FDA (car les Etats-Unis n'imposent pas de faire évaluer les « tests développés en laboratoire », avant leur mise sur le marché).
Dans cette perspective, et dans le contexte socioéconomique de la Silicon Valley, où « faire semblant jusqu'à ce que vous y arriviez » n'est que trop familier, et le FOMO (peur de rater quelque chose) peut amener les investisseurs à investir de l'argent dans une nouvelle technologie dont on parle, sans se pencher sur ses mécanismes », la jeune PDG, Elizabeth Holmes, arrive à lever rapidement des fonds d'investissement à hauteur de 700 millions de dollars. En 2015, son entreprise est valorisée à plus de 9 milliards de dollars. Il semble que Homes ait à la fois « tiré parti de ses relations familiales et de son culot pour lever des centaines de millions de dollars pour une technologie qui n'existait pas ».
Erika Cheung, une jeune chercheuse embauchée comme scientifique junior peu après avoir (en 2013) obtenu sa licence en biologie moléculaire et cellulaire à l'Université de Californie, a joué un rôle de lanceuse d'alerte ; son personnage sera présent dans un film basé sur l'histoire de Theranos.
En octobre 2015, une enquête du journaliste John Carreyrou parue dans le Wall Street Journal révèle que Theranos n'utilise pas sa propre technologie pour effectuer des tests sanguins et que l'entreprise a cherché à masquer les incohérences de ses tests.
Par la suite, plusieurs experts médicaux ainsi que l'administration américaine, expriment leur scepticisme à propos de la technologie de Theranos, notant que celle-ci n'a jamais été évaluée par des panels d'experts indépendants ni fait l'objet de publications scientifiques, et que Theranos n'a en outre jamais apporté de preuves de sa fiabilité. De plus, des inspections dans les locaux de Theranos ont constaté des problèmes majeurs dans la gestion de leurs laboratoires.
Depuis le début de la controverse, plusieurs institutions médicales et entreprises pharmacologiques ont mis fin à leurs relations avec Theranos. L'entreprise ainsi que sa dirigeante se voient menacées de perdre l'autorisation d'exploiter des laboratoires d'analyses sanguines.
Plusieurs experts et médias ont exprimé l'hypothèse que la valeur financière de l'entreprise était hautement fantaisiste et que l'entreprise était construite sur une escroquerie.
Le 18 mai 2016, le Wall Street Journal révèle que, d'après une source proche du dossier, Theranos a annulé l'ensemble des tests effectués en 2014 et 2015 sur sa plateforme Edison et a définitivement cessé d'utiliser celle-ci depuis juin 2015,.
En octobre 2016, dans une lettre ouverte, Elizabeth Holmes indique que l'entreprise va fermer ses laboratoires et licencier 340 salariés,. En mars 2018, la Securities and Exchange Commission (SEC) récapitule, dans un acte d'accusation, les falsifications dont cette société est accusée.
Il faut attendre 2018 pour que ses dirigeants (parmi lesquels Ramesh Balwani) soient inculpés pour « fraude massive » : la technologie développée n'était pas exploitée comme annoncée dans les levées de fonds aux investisseurs, et servait à couvrir une « escroquerie sophistiquée », selon la Securities and Exchange Commission,.
En septembre 2018, le nouveau directeur général de Theranos annonce la dissolution de la société.
Cette escroquerie fait l'objet d'un documentaire (Blood money / l'argent du sang) racontant l'ascension et la chute de l'entreprise.
En 2022, Elizabeth Holmes est reconnue coupable de fraude et condamnée à plus de 11 ans de prison pour escroquerie envers les investisseurs. Elle doit également rembourser 452 millions de dollars américains.